# Antonín Wagner
Antonín Wagner (5. prosince 1904 Jaroměř – 11. ledna 1978 tamtéž) byl český sochař, architekt a restaurátor, bratr sochaře Josefa Wagnera. Je spoluautorem sochy Jaroslava Vrchlického na Petříně a podílel se na obnově areálu Betlém u Kuksu.